# Parc national de Port-Cros
Parc national de Port-Cros (Nationalpark Port-Cros) er en fransk nationalpark på  middelhavsøen Port-Cros, ti kilometer fra Rivieraen,  øst for  Toulon. Den administrerer også naturområder i nogle omkringliggende lokaliteter.
Nationalparken blev grundlagt i  1963 efter at Port-Cros blev testamenteret  til staten, som er den eneste jordejer på øen.

## Geografi
Nationalpark Port-Cros omfatter ud over Port-Cros de mindre øer Bagaud, Gabinière og Rascas herunder en 600 m bred marin beskyttelseszone, i alt 700 hektar land og 1.288 ha omliggende havområde. Nationalparken var den første nationalpark i Europa, der forener  terrestriske og maritime zoner. Siden 1971 hører også et  1.000 ha område på naboøen  Porquerolles og det der beliggende  statslige institut for havbotanik (Conservatoire Botanique National Méditerranéen de Porquerolles) under nationalparkens administration. De omkring 30 fastboende på øen er underlagt de samme restriktioner som de tilsejlende dagsgæster. Badning er kun tilladt på tre strande, og  rygning eller medtagning af  hunde er  forbudt. 

## Flora og fauna
Ifølge  Botanikinstituttet på Porquerolles er der på  Port-Cros cirka 530 hjemmehørende plantearter, herunder enkelte, der kun forekommer på øen. Da der ikke er dyrket landbrug i området siden  1890, er øen fuldstændig skovdækket, primært med fyr- og jordbærtræer.
Den kritisk truede Middelhavsmunkesæl skal genindføres i nationalparken.  Af de  114 fuglearten, der ses jævnligt på  Port-Cros, yngler 21 på øen, herunder flere falkearter, alpesejler, hærfugle, blådrossel, nattergale, provencesanger og stillits.
Der er flere arter af  gecko, blandt andet et lille  skumringsaktivt firben.  Europæisk halvfingergekko findes også på kysten mod fastlandet.

## Eksterne kilder og henvisninger
- Wikimedia Commons har flere filer relateret til Parc national de Port-Cros
- Officiel website Arkiveret 29. november 2014 hos  Wayback Machine